# Podocnemis erythrocephala
Podocnemis erythrocephala är en sköldpaddsart som beskrevs av  Johann Baptist von Spix 1824. Podocnemis erythrocephala ingår i släktet Podocnemis och familjen Podocnemididae. IUCN kategoriserar arten globalt som sårbar. Inga underarter finns listade i Catalogue of Life.
Arten förekommer i Colombia, Venezuela och norra Brasilien.